# Bhagyashree
Bhagyashree, pseudonimo di Shrimant Rajkumari Bhagyashree Raje Patwardhan (Mumbai, 23 febbraio 1969), è un'attrice indiana.
È nota soprattutto per aver recitato con Salman Khan nel musical sentimentale Maine Pyar Kiya, che le ha valso nel 1990 il Filmfare Award per la miglior attrice debuttante.

## Carriera televisiva
- Kachchi Dhoop
- Jaan .... Radha
- Didi Ka Dulha
- Kaagaz Ki Kasti .... Aarti
- Jhalak Dikhhla Jaa 3 (2009) (Reality show)
- JP show (Reality show)
- Laut Aao Trisha (2014-presente) come Amrita Swaika

## Filmografia
- Maine Pyar Kiya (1989) .... Suman
- Qaid Mein Hai Bulbul (1992) .... Pooja Choudhry
- Tyaagi (1992)
- Paayal (1992)
- Ghar Aaya Mera Pardesi (1993) .... Roopa
- Ammavra Ganda (1997) (Kannada)
- Hello Girls (2001)
- Maa Santoshi Maa (2003)
- Uthaile Ghoonghta Chand Dekhle (2005) (Bhojpuri)
- Quando torna l'amore (2006) .... Simran Kohli (apparizione speciale)
- Janani (2006) .... Akanksha
- Janam Janam Ke Saath (2007) ....(Bhojpuri).....Jyoti
- Mumbai Aamchich (2007)
- Red Alert: The War Within (2008) .... Uma
- Zhak Marli Bayko Keli (2009)